# Alfred Fitch
Alfred Lord « Al » Finch (né le 1er décembre 1912 à New York et décédé le 17 février 1981 à Orange) est un athlète américain spécialiste du 400 mètres. Licencié à l'USC Trojans, il mesure 1,78 m pour 68 kg.

## Biographie

### Palmarès
| Date | Compétition           | Lieu   | Résultat | Performance  |
| ---- | --------------------- | ------ | -------- | ------------ |
| 1936 | Jeux olympiques d'été | Berlin | 2e       | 3 min 11 s 0 |

### Records
| Épreuve    | Performance | Lieu | Date |
| ---------- | ----------- | ---- | ---- |
| 400 mètres | 47 s 0      |      | 1936 |